# Фердман, Татьяна Моисеевна
Татьяна Моисеевна Фердман-Кутергина (в девичестве Фердман; род. 14 июля 1957 года, Свердловск, РСФСР, СССР) — советская спортсменка, игрок в настольный теннис, чемпионка мира 1975 года в смешанной паре со Станиславом Гомозковым, чемпионка Европы 1976 года в командном зачёте, неоднократная чемпионка СССР. Завоевала семь золотых медалей на юниорских первенствах Европы. Заслуженный мастер спорта СССР.

## Биография
Первым тренером был её отец Моисей Фердман (род. 1936). Играла в нападающем стиле, правша. Самой высокой позицией в мировом рейтинге ITTF было 5-е место в 1975 году.
В 1980 году окончила Свердловский государственный педагогический институт по специальности «учитель физического воспитания».
По завершении спортивной карьеры Т. М. Кутергина работала в Екатеринбурге детским тренером в спортивном клубе «Спартак», в СДЮСШОР № 8, руководила секцией настольного тенниса в школе № 91 Чкаловского района. Начиная с 2007 года, Т. М. Кутергина является тренером мужской команды по настольному теннису «УГМК». В сезоне 2023-2024 возглавила женскую команду клуба. 